# Dryopteris squamifera
Dryopteris squamifera är en träjonväxtart som beskrevs av Ren-Chang Ching och S. K. Wu. Dryopteris squamifera ingår i släktet Dryopteris och familjen Dryopteridaceae. Inga underarter finns listade.